# Ітурен
Ітурен (баск. Ituren, ісп. Ituren) — муніципалітет в Іспанії, у складі автономної спільноти Наварра. Населення — 497 осіб (2009).
Муніципалітет розташований на відстані близько 340 км на північний схід від Мадрида, 35 км на північ від Памплони.
На території муніципалітету розташовані такі населені пункти: (дані про населення за 2009 рік)
- Ауртіц: 131 особа
- Ітурен: 285 осіб
- Лацага: 59 осіб
- Аместія: 22 особи

## Демографія
Динаміка населення (INE ):